# Albán (kommun i Nariño)
Albán är en kommun i Colombia.   Den ligger i departementet Nariño, i den sydvästra delen av landet, 500 km sydväst om huvudstaden Bogotá. Antalet invånare är 19 303.